# 云南华鲮
云南华鲮（学名：Sinilabeo yunnanensis）为輻鰭魚綱鯉形目鲤科的一個種，是中国的特有物种。分布于南盘江、澜沧江及其支流等，多栖息于清水河段。该物种的模式产地在云南腾冲。
其种加词 yunnanensis 意为“云南的”。